# Heiko Rosen
Heiko Rosen (* 13. September 1967) ist ein ehemaliger deutscher Radrennfahrer.

## Sportliche Laufbahn
Sein größter sportlicher Erfolg war der Gewinn der Silbermedaille im Sprint bei den UCI-Bahnweltmeisterschaften der Junioren 1985 hinter Oleg Borsunow. Er war bis 1990 Mitglied der Bahn-Nationalmannschaft der DDR und startete u. a. bei Großen Preisen für Bahnsprinter in Dänemark, Polen der Tschechoslowakei, der Sowjetunion, Ungarn und Italien.
1990 wurde er Zweiter im Großen Preis von Kopenhagen hinter Michael Hübner. Bei den DDR-Meisterschaften konnte er sich gegen die starke Konkurrenz von Lutz Heßlich, Michael Hübner oder Bill Huck nicht durchsetzen, seine beste Platzierung war der 5. Platz 1987.